# Gekko kikuchii
Gekko kikuchii är en ödleart som beskrevs av Masamitsu Ōshima 1912. Gekko kikuchii ingår i släktet Gekko och familjen geckoödlor. IUCN kategoriserar arten globalt som otillräckligt studerad. Inga underarter finns listade i Catalogue of Life.
Arten förekommer endemiskt på den taiwanesiska ön Orchids sydöstra del, där dom lever på höjder från fem till femtio meter över havet.